# Albisgrat-Höhenweg
Als Albisgrat-Höhenweg wird die Schweizer Wanderroute 893 (einer von 78 hindernisfreien Wegen) im Schweizer Kanton Zürich bezeichnet.

## Verlauf
Der Wanderweg startet an der Bergstation Uetliberg (813 m ü. M., aus Zürich mit der Uetlibergbahn erreichbar), führt ganz knapp am Gipfel vorbei (höchster Punkt 853 m ü. M.) und folgt dem Albisgrat über die Felsenegg zur Buchenegg.
Der Weg ist acht Kilometer lang, wobei man 200 Höhenmeter auf- und 230 Höhenmeter abzusteigen hat. Es wird eine Wanderzeit von zwei Stunden angegeben. Der Weg entspricht im Wesentlichen dem Planetenweg sowie einem Teil der ersten Etappe des Zürich-Zugerland-Panoramawegs (regionale Route 47).

## Bilder

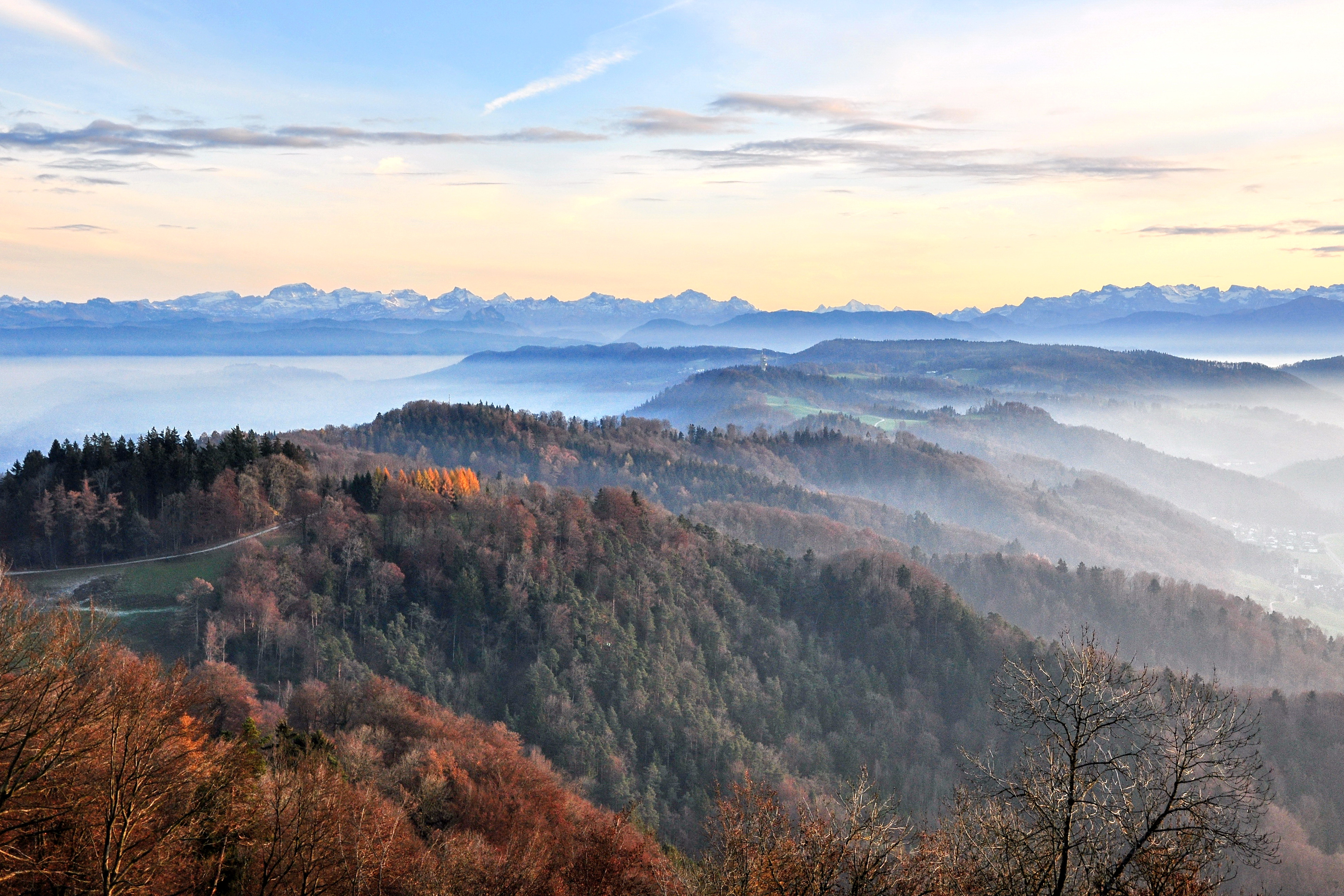
Der Albisgrat vom Uetliberg
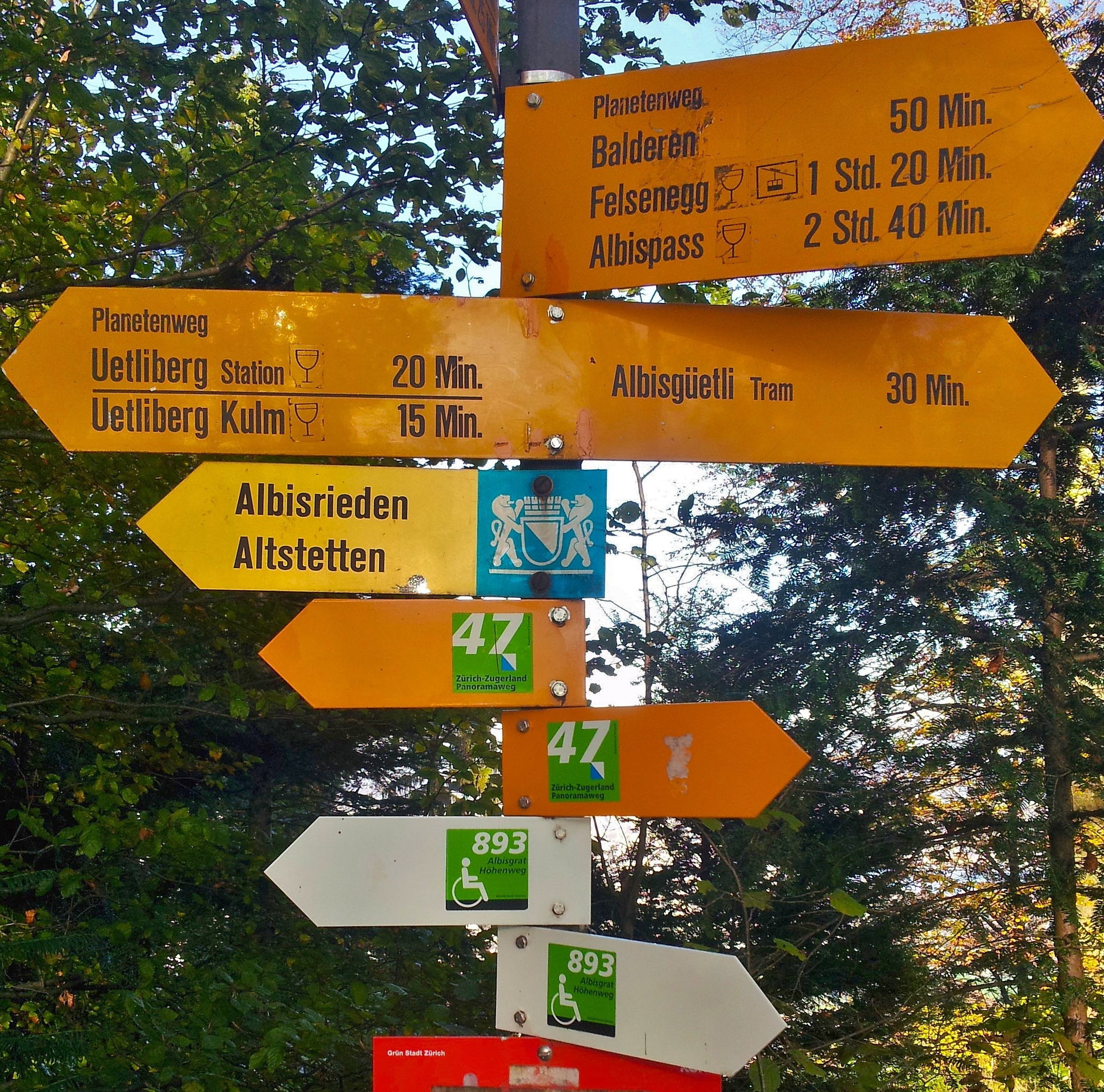
Wegweiser an der Südseite des Uetlibergs
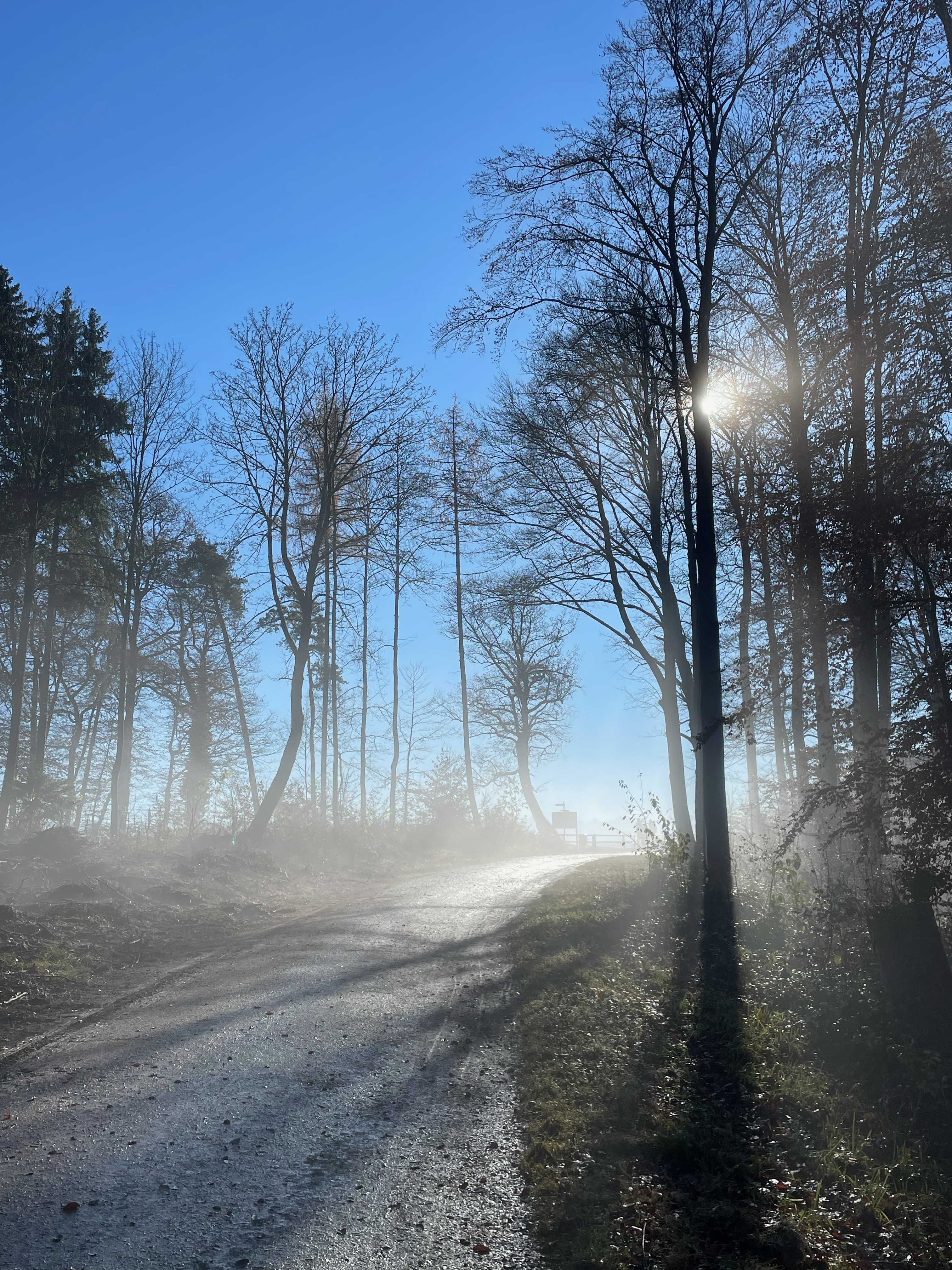
Höhenweg unmittelbar vor der Fallätsche
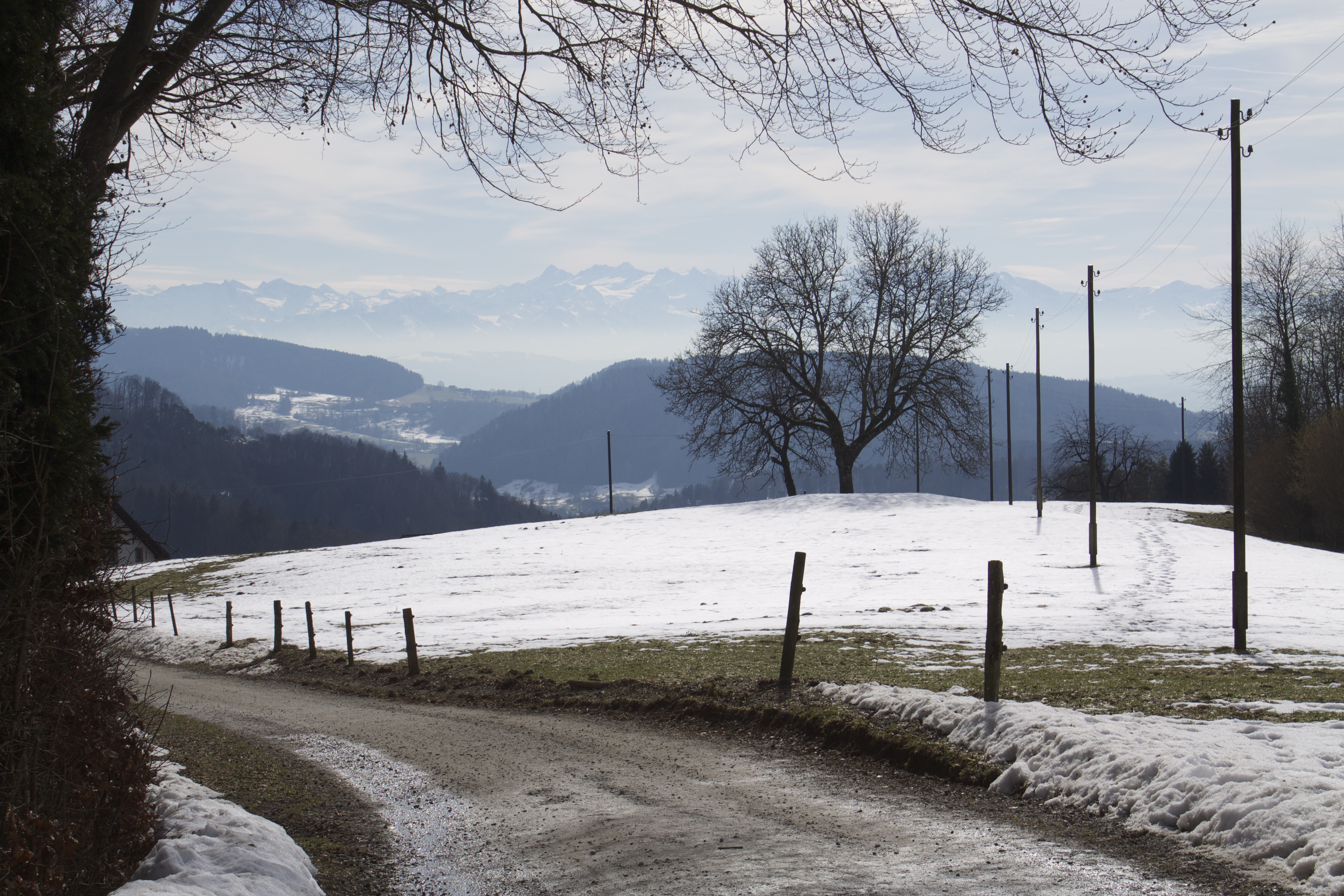
Frühlingstag mit Restschnee auf dem Weg zwischen Uetliberg und Felsenegg
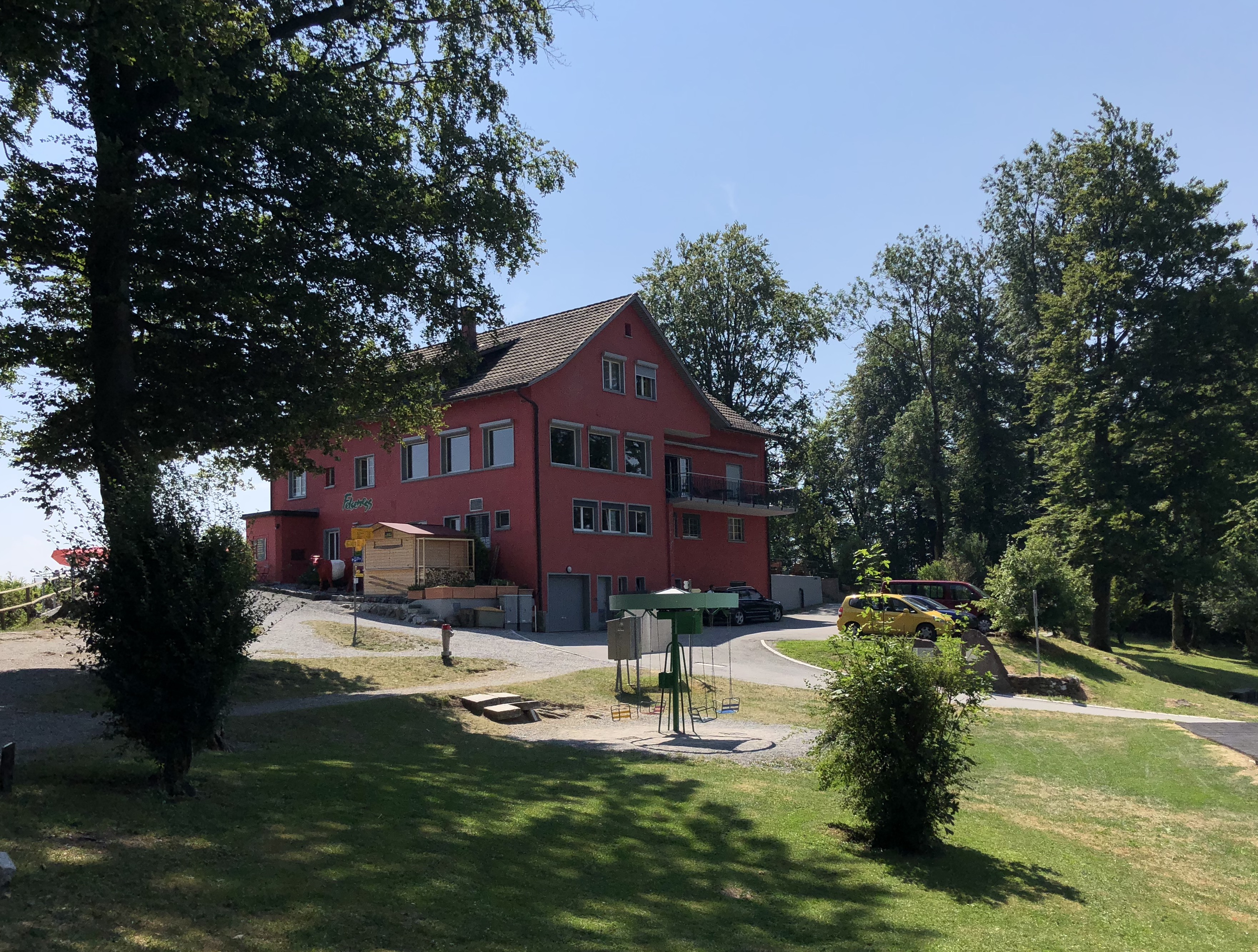
Gaststätte Felsenegg

## Belege
1. ↑  Alle hindernisfreien Wege bei «SchweizMobil».
2. ↑  Lage & Höhen gemäß «geo.admin.ch».